# Tony Akins
Tony Akins (Chicago, 1 de noviembre de 1960) es un dibujante de cómics estadounidense, cuya carrera se ha desarrollado principalmente para la línea Vertigo de DC Comics. Ha trabajado para títulos como Jack of Fables, Fábulas, Hellblazer, House of Mystery y Wonder Woman.

## Juventud
Akins tiene ascendencia afroamericana e irlandesa. Su padre, Douglas Akins, fue pintor de carteles, diseñador gráfico y un caricaturista de raza negra pionero en el Chicago Defender desde los años 40 a los años 60, cuando se convirtió en editor del periódico. La información educacional sobre Akins es limitada, aunque en entrevistas ha mencionado que es autodidacta. Está asociado con la School of the Art Institute of Chicago a través de su programa de cooperación. A principios de los años 90, enseñó en dicha escuela.

## Carrera
Akins fue miembro fundador de "statiCCreeps", una agrupación de artistas pioneros en el estilo consistente en introducir elementos propios del manga japonés en los cómics americanos, durante los últimos años 80 y primeros 90. El único trabajo publicado por Akins que muestra evidencia de este estilo es Red Dragon, publicado por Comico Comics, escrita por Brian Azzarello (100 Balas) en 1992. En Comico, Akins también trabajó en Elementals, una creación de Bill Willingham, como dibujante y portadista.
Akins dibujó la primera adaptación al cómic de Terminator, publicada por NOW Comics tras una etapa aclamada por la crítica en Rust, con el guionista Fred Schiller. Para First Publishing (con sede en Chicago), trabajó en títulos como Mundan's Bar y fue artista invitado en la serie Nexus, de Mike Baron y Steve Rude.
En Dark Horse, Akins trabajó en varias franquicias licenciadas de ciencia ficción, como Aliens (en Colonial Marines) y Star Wars (Tales of the Jedi: The Freedon Nadd Uprising) y dibujó la adaptación al cómic de la historia de Andrew Vachss "Warlord" (la única obra de teatro escrita por Vachss) en la serie Hard Boiled.
Volvió a los cómics en el número 22 de Fábulas como artista invitado. Posteriormente, dibujó Hellblazer: Papa Midnight, una serie limitada para Vertigo, y después volvió a Fábulas para dibujar el arco argumental "Historias de guerra", antes de empezar la serie Jack of Fables. También dibujó los números 5 y 6 de Wonder Woman, en su versión de The New 52, con guiones de Brian Azzarello.

## Premios
Jack of Fables fue nominada a varios Premios Eisner en su primer año, incluyendo "Mejor nueva serie".